# Ilija Batljan
Ilija Batljan, född 23 juli 1967 i Kolašin i Montenegro i dåvarande Jugoslavien, är en svensk fd fastighetsentreprenör och före detta socialdemokratisk politiker. Han är grundare och tidigare VD för Samhällsbyggnadsbolaget i Norden AB (SBB Norden), som är noterat på Stockholmsbörsen.

## Uppväxt och utbildning
Ilija Batljan föddes och växte upp i Kolasin i Montenegro, där han utbildade sig till gymnasieingenjör i programmering. Han flyttade till Bosnien för att studera ekonomi vid universitetet i Mostar och flyttade sedan till Nynäshamn 1993 tillsammans med sin hustru och dotter på grund av kriget i det dåvarande Jugoslavien. 1996 tog han ut filosofie kandidatexamen i nationalekonomi vid Stockholms universitet.
Under sina år som kommunpolitiker studerade Batljan vidare vid Socialhögskolan på Stockholmuniversitet och disputerade 2007 i  i statistisk demografi och planering för äldrevård med avhandlingen Demographics and Future Needs for Public Long Term Care and Services among the Elderly in Sweden: The Need for Planning.
Under sina doktorandstudier var han även gästforskare vid EU-kommissionen, direktoratet för finans och ekonomi.

## Politisk karriär
Med en bakgrund som ekonom på Interamerikanska utvecklingsbanken och som gästforskare vid EU-kommissionen, direktoratet för finans och ekonomi, arbetade Batljan som departementsråd på Socialdepartementet. Han var även politisk sakkunning under Maj-Inger Klingvall och Ingela Thalén. År 2005 valdes han till kommunalråd och kommunstyrelsens ordförande i Nynäshamn, där han arbetade för en högkvalitativ offentlig sektor och utbyggnad av infrastrukturen tills han avgick 2009. Mellan den 1 maj 2010 och 3 maj 2011 var han landstingsråd i opposition i Stockholms läns landsting.
Som landstingsråd i opposition i Stockholms läns landsting kritiserade Batljan under maj 2010 finansieringen av Nya Karolinska sjukhuset i Solna. Han menade att landstinget skulle förlora stora summor genom att erbjuda onormalt hög avkastning och räntor till investerare samt ha en för hög indexering av driftskostnader. Efter förhandlingar med den borgerliga majoriteten i landstinget fattades ett nytt beslut om finansiering, med beräkningen att den totala kostnaden blev 7-9 miljarder mindre över en 30-årsperiod.
Batljan har även krävt att Europeiska unionens domstol ska pröva kravet på kollektivavtalsenliga villkor vid upphandlingar i landstinget, ett villkor som Socialdemokraterna vill återinföra efter dess borttagande 2006.
I februari 2012 utsåg regeringen Batljan till ordförande i styrelsen för Södertörns Högskola.
Batljan har av författaren och S-kännaren Christer Isaksson beskrivits som tillhörande högerfalangen inom Socialdemokraterna.

## Affärskarriär
Ilija Batljan avgick som landstingsråd den 3 maj 2011, och tillträdde en befattning som vice VD i Fjärde AP-fondens fastighetsbolag Dombron AB, sedermera namnändrat till Rikshem AB.
I september 2015 kritiserades Rikshem och Fjärde AP-fonden för att ha gett Rikshems ledning, och däribland Batljan, orimligt fördelaktiga konvertibler på bekostnad av pensionsspararna till ett värde av flera miljoner. AP fondens VD Mats Andersson försvarade dock konvertibelpaket med hänvisningar till den goda avkastning bolaget hade genererat.
Den 9 december 2015 gav bolagets styrelse besked att Batljan avskedades, eftersom han gjort omfattande fastighetsaffärer för egen räkning utan att informera företagets styrelse. I efterhand uppgavs även hans mottagande av ett attraktivt hyreskontrakt på Östermalm, från en hyresvärd Rikshem nyligen gjort affärer med, som ytterligare en av anledningarna till hans avskedande.
Ilija Batljan grundade under våren 2016 Samhällsbyggnadsbolaget i Norden AB (SBB Norden). Bolaget äger och förvaltar samhällsfastigheter och hyresrätter runtom Sverige. SBB Norden meddelade i juni 2023 att Batljan ersätts som VD för bolaget av Leiv Synnes. Han fortsatte dock som tillförordnad VD i fastighetsbolaget Public Property Invest som ägs av SBB till 44,8 %. Bolaget noterades på Oslobörsen i april 2024.
Batljan är storägare i SBB, Eniro och Odd Molly.

## Utmärkelser
Ilija Batljan hamnade hösten 2009 på plats 15 i tidningen Veckans Affärers lista "101 supertalanger", som högst rankad politiker.
I mars 2022 utsågs Batljan till årets entreprenör av konsultföretaget EY för sitt uppbyggande av SBB.